# Noorderheide (Blaricum)
De Noorderheide is een natuurgebied van het Goois Natuurreservaataan de noordzijde van Laren en aan de westzijde van Blaricum. De Noorderheide is een smalle strook langs de Boissevainweg (N526). Ook de straat aan de oostzijde van het gebied heet Noorderheide.
Het gebied is door twee faunagoten verbonden is met de Blaricummerheide aan de westzijde van deze weg. De meest noordelijke goot hiervan staat in verbinding met het Bikbergerbos. Het gebied ligt op het hoogste deel van de pleistocene stuwwal, ten zuidoosten van de Tafelbergheide en de Blaricummerheide. Als onderdeel van de ecologische hoofdstructuur is de Noorderheide verbonden met de Westerheide door het veertig meter brede ecoduct Laarderhoogt over de A1.